# 1976년 하계 올림픽 아르헨티나 선수단
1976년 하계 올림픽 아르헨티나 선수단은 캐나다 몬트리올에서 개최된 1976년 하계 올림픽에 참가한 올림픽 아르헨티나 선수단이다.

## 메달 집계

### 종목별 참가 선수 및 메달 집계

#### 종목별 참가 선수
| 종목   | 참가 선수 | 1 | 2 | 3 | 메달 합계 |
| 레슬링 | 3         |   |   |   |           |
| 복싱   | 3         |   |   |   |           |
| 사격   | 6         |   |   |   |           |
| 사이클 | 4         |   |   |   |           |
| 수영   | 5         |   |   |   |           |
| 승마   | 7         |   |   |   |           |
| 요트   | 4         |   |   |   |           |
| 유도   | 2         |   |   |   |           |
| 육상   | 2         |   |   |   |           |
| 조정   | 10        |   |   |   |           |
| 펜싱   | 7         |   |   |   |           |
| 하키   | 16        |   |   |   |           |
| 합계   | 69        | 0 | 0 | 0 | 0         |

## 종목별 성적

### 육상
| 선수 | 세부 종목 | 예선 | 예선 | 준준결선 | 준준결선 | 준결선 | 준결선 | 결선 | 결선 |
| 선수 | 세부 종목 | 기록 | 순위 | 기록     | 순위     | 기록   | 순위   | 기록 | 순위 |

## 참고 자료
- (영어) “Argentina at the 1976 Montréal Summer Games”. SR/Olympic Sports. 2013년 12월 20일에 원본 문서에서 보존된 문서. 2011년 10월 8일에 확인함.